# Ivica Osim
Ivica Osim, vlastním jménem Ivan Osim (6. května 1941, Sarajevo, Bosna a Hercegovina – 1. května 2022, Štýrský Hradec, Rakousko) byl bosenský fotbalový záložník reprezentant Jugoslávie a trenér. Měl přezdívku Strauss sa Grbavice.

## Život
Osim se narodil za druhé světové války v Sarajevu, přesně měsíc po německé invazi do Jugoslávie, slovinsko-německému otci Mihailu „Pubovi“ Osimovi, který pracoval jako strojník na železnici, a polsko-české matce Karolíně. Oba jeho rodiče se také narodili v Sarajevu. Po skončení války začal hrát fotbal v dorostu Željezničar. Studoval matematiku na univerzitě v Sarajevu.

## Fotbalová kariéra
Ligu začal hrát v roce 1959 za FK Željezničar Sarajevo. V reprezentaci odehrál šestnáct zápasů a vstřelil osm gólů. Zúčastnil se olympiády v Tokiu, kde skončili Jugoslávci na šestém místě. Získal stříbrnou medaili na mistrovství Evropy ve fotbale 1968, kde byl také zařazen do nejlepší jedenáctky šampionátu. Na sklonku kariéry odešel do Francie, hrál za Racing Strasbourg a CS Sedan.

## Trenérská kariéra
Trenérskou kariéru začal v Željezničaru, který přivedl do semifinále Poháru UEFA 1984/85. Jako asistent byl u zisku bronzových medailí na olympiádě 1984, jako hlavní trenér přivedl Jugoslávce do čtvrtfinále mistrovství světa ve fotbale 1990. Dále vedl Sturm Graz, s nímž získal rakouský titul v letech 1998 a 1999, pak působil v Japonsku jako kouč klubu JEF United Ičihara a národního týmu. V letech 2011–2012 působil ve vedení Fotbalového svazu Bosny a Hercegoviny.